# Haus Pimmenich

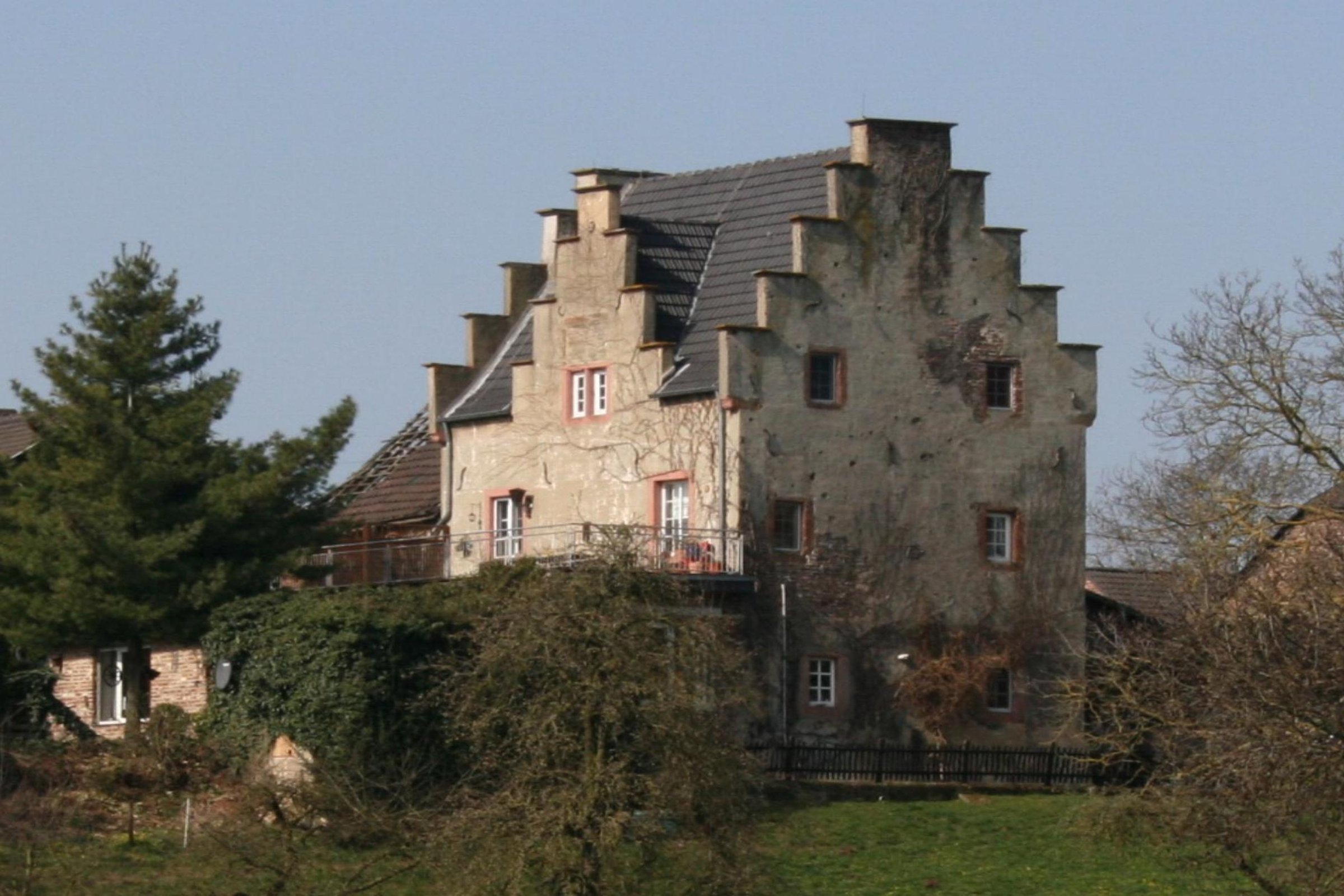

Haus Pimmenich steht im Dürener Stadtteil Lendersdorf in Nordrhein-Westfalen, in der Straße Zum Richelnberg.
Es handelt sich um ein ehemaliges Gut der Herzöge von Jülich. Erstmals urkundlich erwähnt wurde Haus Pimmenich im Jahre 1386 bei einer Aufzählung der Weinberge des Herzogs von Jülich. 
Dieses Weinberge umfassten neun Morgen Land. 1434 war Pimmenich Jülicher Tafelgut, was bedeutet, dass dessen Erträge der fürstlichen Hofhaltung dienten. Im 17. Jahrhundert wurde es den Herren von Berg zu Lehen gegeben. Sie dürften auch die noch bestehenden Gebäude errichtet haben. Das Herrenhaus wurde im 16. Jahrhundert erbaut. 
Das Herrenhaus ist ein zweigeschossiger Backsteinbau. Jede Hausseite ist dreiachsig mit Treppengiebeln aufgebaut. Vor dem Gebäude befindet sich ein moderner flacher Vorbau. Die Nebengebäude sind aus Bruchsteinen gemauert. Sie wurden vielfach geändert.
Das Bauwerk ist unter Nr. 3/004 in die Denkmalliste der Stadt Düren eingetragen.
Schon vor 1900 wurde der Hof an die Landwirte Bell und Briem aufgeteilt. Das damalige Herrenhaus wird noch heute von der Familie Pütz bewohnt. 
Haus Pimmenich besteht aus einer unregelmäßig, rechteckigen Hofanlage des 16. bis 17. Jahrhunderts. Sie ist heute der Länge nach in zwei Ackerhöfe geteilt. In der Nordostecke der alten Hofanlage steht das ehemalige Herrenhaus, ein schlichter zweigeschossiger Ziegelsteinbau, mit großen Staffelgiebeln an allen vier Seiten und teilweise im 18. Jahrhundert mit veränderten Fenstern. 
Das Innere des Hauses wurde nach einem Brand um 1905 völlig erneuert. Zur rechten des Herrenhauses schließt sich ein kleines zweigeschossiges Wohnhaus des 17. bis 18. Jahrhunderts an, die ehemalige Wohnung des Halbwinners. Die Wirtschaftsgebäude stammen fast alle aus dem frühen 19. Jahrhundert. Vom alten Wirtschaftshof sind nur noch ein Rundtor, ein Hausstein an der Westseite und ein Staffelflügel an der Nordseite erhalten.